# Aitzina!
Aitzina! (en basc: Endavant) és una organització política juvenil, enquadrada dins de l'esquerra abertzale, l'àmbit de la qual d'actuació és Iparralde. El seu objectiu és lluitar per «una Euskal Herria sobirana i una societat més justa i igualitària».
Aitzina! neix a Baiona al novembre de 2013 després d'un procés de confluència de joves abertzales als tres territoris bascos integrats en l'Estat francès: Lapurdi, Baixa Navarra i Zuberoa. Una de les seves principals reivindicacions és l'oficialitat del basc i la seva promoció i ús en la vida pública.
A la seva presentació pública va participar-hi el veterà militant de l'esquerra abertzale Philippe Bidart, líder històric del nacionalisme basc d'esquerres a França, així com representants d'Ernai, l'organització homòloga d'Aitzina! en el País Basc i Navarra.